# Pak Hon-yong
Pak Hon-yong (* 1900 in Sinyang-myeon, Provinz Chungcheongnam-do, damaliges Korea, heutiges Südkorea; † 18. Dezember 1955) war ein nordkoreanischer Politiker.

## Leben
Pak Hon-yong entstammte einer Familie der koreanischen Oberschicht im Südteil Koreas. 1919 schloss er seine Schulausbildung in Keijō ab.
Paks politische Tätigkeit begann 1921. In Shanghai trat er der dort gegründeten Kommunistischen Partei Koreas bei. Im April 1922 wurde er in der Provinz Chōsen von den japanischen Kolonialbehörden als kommunistischer Aktivist verhaftet. 1924 wurde er aus der Haft entlassen und arbeitete in der Folgezeit als Pressejournalist bei den Zeitungen Tōa Nippō und Chōsen Nippō.
Am 18. April 1925 nahm Pak an der Gründung der Kommunistischen Partei Koreas teil und wurde einer ihrer Führer. Bis zum Ende des folgenden Zweiten Weltkriegs musste er sich nun versteckt halten und lebte so im Untergrund.
Als im August 1945 die 1928 aufgelöste Kommunistische Partei in Nordkorea wiedergegründet wurde, setzte man Pak als Parteisekretär ein. Im Dezember 1946 organisierte er die Gründung der Südkoreanischen Arbeiterpartei im von US-amerikanischen Truppen besetzten Landesteil, dem heutigen Südkorea, und wurde deren Vorsitzender. Später fusionierte diese mit den nordkoreanischen Kommunisten zur Partei der Arbeit Koreas (PdAK). Wie der wesentliche Teil der südkoreanischen Kommunisten, ging auch Pak in den Norden und war ab September 1948 als Außenminister und stellvertretender Premierminister Regierungsmitglied im neu gegründeten Nordkorea.
Das Bemühen des nordkoreanischen Staatschefs Kim Il-sung, sein politisches Überleben nach dem verlorenen Koreakrieg zu sichern und seine Alleinherrschaft zu konsolidieren, brachte Pak bald in Bedrängnis. Kim Il-sung, der innerhalb der PdAK der Fraktion der ehemaligen antijapanischen Partisanen angehörte, wollte die übrigen Parteiflügel liquidieren. Deren Mitglieder wurden meist, sofern ihnen nicht rechtzeitig die Flucht ins Ausland gelang, unter konstruierten Anschuldigungen verhaftet und verurteilt, verschwanden in Straflagern oder wurden hingerichtet. Ein zweiter Grund hierfür war, dass Kim die Schuld für den de facto verlorenen Krieg auf jemand anderen abwälzen wollte. Pak Hon-yong wurde am 3. August 1953 verhaftet und zwei Jahre später, am 15. Dezember 1955, der Spionage für die USA für schuldig befunden und zum Tode verurteilt. Das Urteil wurde drei Tage nach seiner Verkündung vollstreckt.